# Gastone de Murols
Gastone de Murols (zm. 20 czerwca 1172) – 6 wielki mistrz zakonu joannitów w latach 1170–1172.